# 자샤 클라인

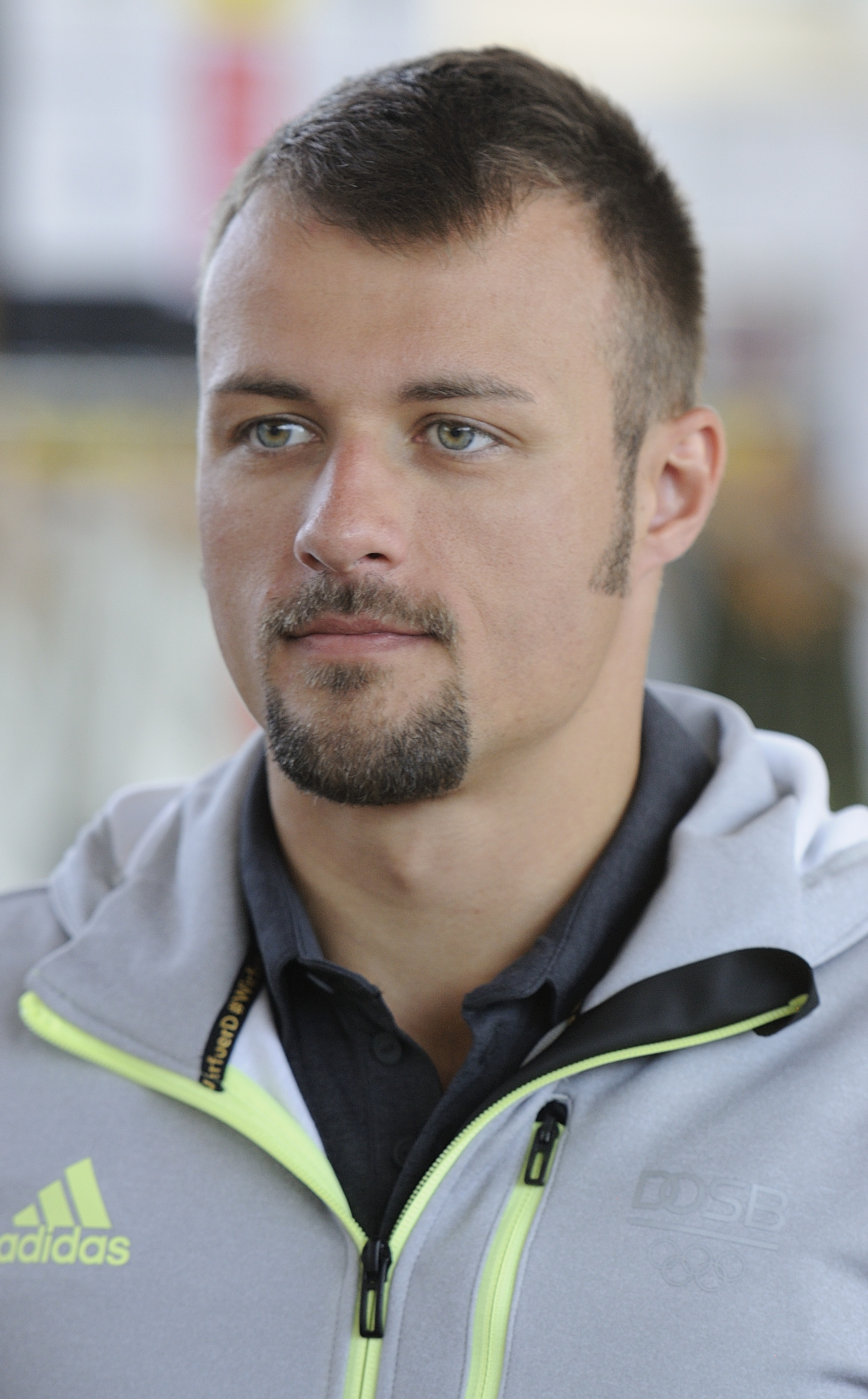
자샤 클라인, 2016

자샤 클라인(Sascha Klein, 1985년 9월 12일 ~ )은 독일의 다이빙 선수이다. 에슈바일러 출생이며, 2008년 하계 올림픽 다이빙 남자 10m 플랫폼 싱크로나이즈에서 파트리크 하우스딩과 함께 은메달을 획득하였다.